# Saint-Sulpice (Maine y Loira)
Saint-Sulpice era una comuna francesa situada en el departamento de Maine y Loira, de la región de Países del Loira, que el 1 de enero de 2016 pasó a ser una comuna delegada de la comuna nueva de Blaison-Saint-Sulpice al fusionarse con la comuna de Blaison-Gohier.

## Demografía
| Gráfica de evolución demográfica de Saint-Sulpice entre 1800 y 2013 |
|                                                                     |

Los datos demográficos contemplados en este gráfico de la comuna de Saint-Sulpice se han cogido de 1800 a 1999 de la página francesa EHESS/Cassini, y los demás datos de la página del INSEE.